# Three and Out
Three and Out est un film britannique réalisé par Jonathan Gershfield, sorti en 2008.

## Synopsis
Le jour où Paul Callow voit deux personnes passer sous son train il découvre une règle propre au Londres Underground qu'il ne connaissait pas auparavant, tout conducteur qui a la malchance de voir trois personnes passer sous les roues de son train en l'espace d'un mois est renvoyé... avec l'équivalent de dix ans de salaire d'indemnité de licenciement. Désireux de quitter la ville et le stress qui va avec, Paul se lance à la recherche d'une personne qui voudra bien mourir sous son train.

## Distribution
- Mackenzie Crook : Paul Callow
- Colm Meaney : Tommy Cassidy
- Imelda Staunton : Rosemary Cassidy
- Gemma Arterton : Frankie